# Engla Nilsson
Engla Nilsson (20 de mayo de 2005) es una deportista sueca que compite en atletismo. Ganó una medalla de bronce en el Campeonato Europeo de Atletismo en Pista Cubierta de 2025, en la prueba de salto de altura.

## Palmarés internacional
| Campeonato Europeo en Pista Cubierta | Campeonato Europeo en Pista Cubierta | Campeonato Europeo en Pista Cubierta | Campeonato Europeo en Pista Cubierta |
| Año                                  | Lugar                                | Medalla                              | Prueba                               |
| ------------------------------------ | ------------------------------------ | ------------------------------------ | ------------------------------------ |
| 2025                                 | Apeldoorn (Países Bajos)             | Medalla de bronce                    | Salto de altura                      |